# Christopher Giesting
Christopher Giesting (Estados Unidos, 10 de diciembre de 1992) es un atleta estadounidense especializado en la prueba de 4x400 m, en la que consiguió ser campeón mundial en pista cubierta en 2016.

## Carrera deportiva
En el Campeonato Mundial de Atletismo en Pista Cubierta de 2016 ganó la medalla de oro en los relevos de 4x400 metros, llegando a meta en un tiempo de 3:02.45 segundos, por delante de Bahamas (plata) y Trinidad y Tobago (bronce).